# 蔬菜

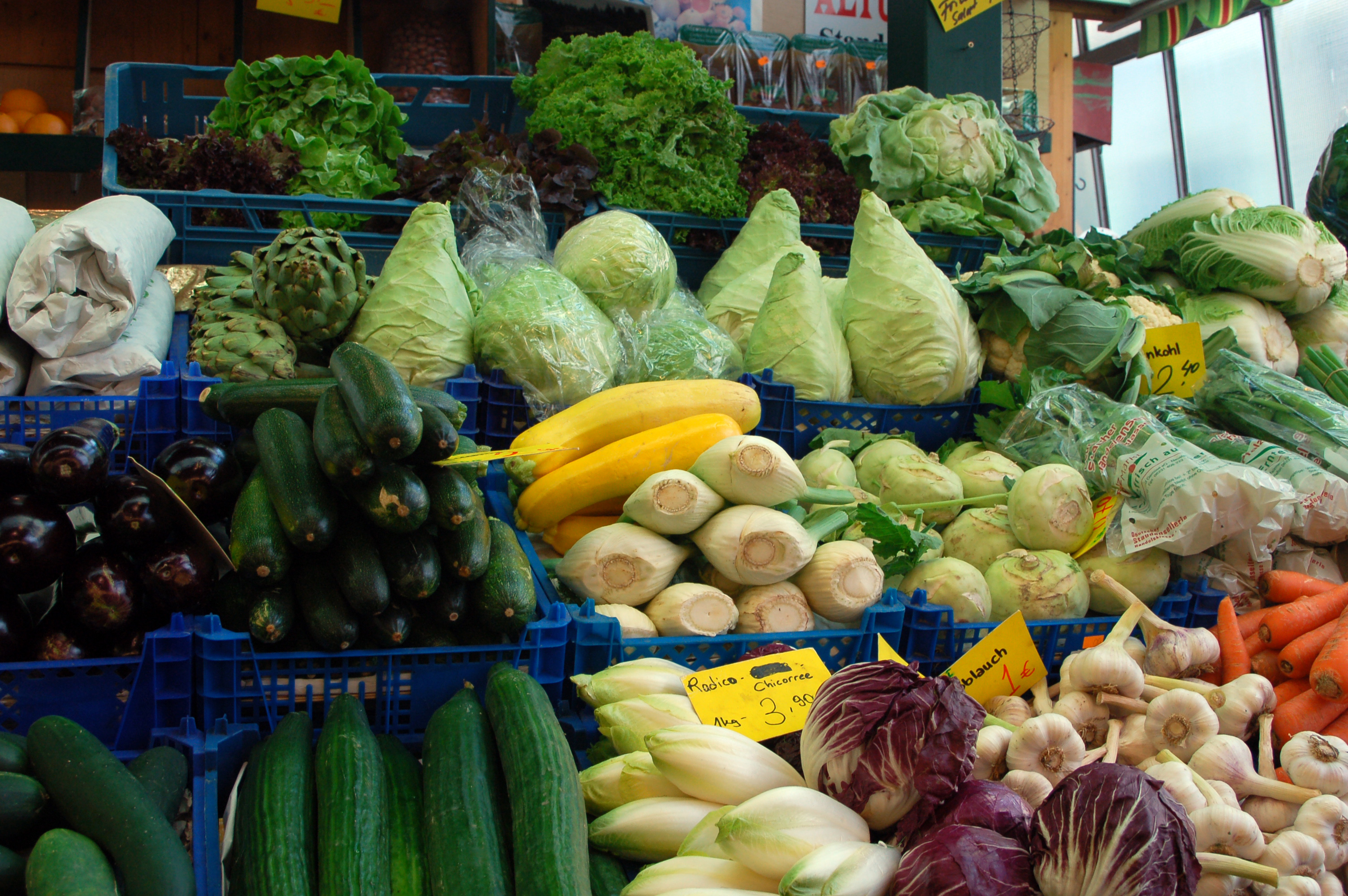
各式各樣的蔬菜

蔬菜（英語：Vegetable）广义上泛指一切以植物和草本為主，包括其他如木本及菌類，其根、莖、葉、花、果實或種子質地柔嫩可供生食、可經烹調作為佐食或調味者。

但实际定義其實相當彈性，通常會以其型態或使用情形來定義。一般指「可以配主餐吃，但又不是甜點的植物」，因此包含草本、木本、需加熱或不需要加熱的类型，只要符合上述定義，都可以稱為蔬菜。
蔬菜：「可以配主餐吃，但又不是甜點的植物」
雖然大致上是如此，但有些時候蔬菜的定義會因為地方習慣、品種、成熟度、利用部分、飲食文化及栽培方法而出現改變。像是番茄在一些地區當作水果食用，但另一些地區則歸類為蔬菜作物；馬鈴薯，因為在溫帶地區普遍被當成主食，因此被視為農藝作物，然而在熱帶地區卻常被拿來當作副食蔬菜使用。另外香草和辛香料有時也不被視為蔬菜。

## 歷史

### 漢族
早在春秋時代，孔子即有「吾不如老圃」之說，說明當時已有蔬菜栽培的專業。到西漢已有溫室促成栽培，於冬季酷寒季節，藉蘊火溫氣，生長蔥韭菜茹。魏晉時期，「齊民要術」一書即記載有蔬菜生物學特性即栽培技術。漢唐之世，張騫通西域之後，許多蔬菜由胡地、南番引進。到宋明之時，陸游詩句「吳地四時皆足菜，一番過後一番生」更顯蔬菜栽培之盛。明清之後，蔬菜種類不斷增加。

## 功能
蔬菜是重要的副食品，一年四季有不同的蔬菜種類。不僅提供食物的變化、增進食慾，也提供人體所需要的營養、維持身體健康。近年有更多證明攝取蔬菜與水果，罹患癌症的危險性較低，對人體十分有益。

### 健康影響
- 提供營養：蔬菜富含维生素、礦物質，有些蔬菜也含糖类、脂質、蛋白質、氨基酸等，可以给人體提供各種營養，維持生命與生長
- 幫助消化：多種蔬菜中富含膳食纖維，可以促進腸胃蠕動，幫助消化，促進吸收，減少人類的文明病，如便秘、腸癌等
- 醫療：如中醫藥學認為大蒜可以去毒
- 興奮：香辛類蔬菜，如辣椒、蔥、薑、蒜、罗勒等可以振奮精神

### 營養
蔬菜是人體所需礦物質與維生素的主要來源
- 熱量：根莖類蔬菜富含澱粉
- 礦物質：蔬菜含有各樣礦物質供人體代謝所需
- 蛋白質：豆類蔬菜含有蛋白質，大豆被認為是素食者主要的蛋白質來源
- 維生素：蔬菜含有各樣維生素供人體代謝所需
- 膳食纖維：蔬菜富含水溶性與非水溶性膳食纖維，可以促進腸胃蠕動，幫助消化，也可以控制血糖與血膽固醇
- 脂質：種子類蔬菜含有油脂，可抽取食用油，如大豆、玉米和葵花子等
- 糖类：馬鈴薯、甘藷含有大量的糖类

## 蔬菜品質
雖然蔬菜具有豐富的營養成分及有益健康的保健成分，但要讓這些營養價值發揮作用，必須注意蔬菜的品質。
- 食用品質：包括質地、風味、顏色，並且形狀良好、新鮮。對於未經確定可以生食的蔬菜應予煮熟再食用。
- 衛生品質：清潔、乾淨，沒有灰塵、昆蟲、病原菌、寄生蟲、農藥、重金屬、下水道汙染物的汙染，沒有包裝材料、其他植物組織等異物。
- 營養品質：栽培管理得宜，營養豐富，未因不當採收、包裝、貯藏、運輸、處理、調理、烹調而損失營養。

## 分類

### 植物學分類法
植物學分類法根據有系統的植物型態學、植物解剖學、植物胚胎學、花粉學、考古學、生物化學、生態學、植物生理學研究做為分類上的依據。每種蔬菜都有其獨特的地位與學名，為全世界皆通用的分類方式。

### 依照食用部位分類
根據蔬菜被食用的部位屬於何種器官來分類。
- 根菜：食用部位為根，如蘿蔔、胡蘿蔔、山藥等
- 莖菜：食用部位為莖，如芋頭、馬鈴薯、薑等
- 葉菜：食用部位為葉，如小白菜、青江菜、結球白菜等
- 花菜：食用部位為發達的花器，如金針花、花椰菜及青花菜
- 果菜：食用部位為果實，如絲瓜、南瓜、番茄等
- 種子：食用部位為種子，如玉米、毛豆、豌豆等
- 芽菜：食用部位為種子發芽長成的幼苗，如綠豆芽、黃豆芽、苜蓿芽等
- 但要注意的是，在六大類營養素裡，玉米、毛豆、豌豆並不屬於蔬菜類：像是毛豆屬於豆魚蛋肉類里的植物蛋白质，而玉米、豌豆屬於全穀雜糧類[10]

### 依照生長季節及耐寒性分類
蔬菜之適宜生長溫度、季節與耐寒性，可做為栽種蔬菜時之參考。耐寒型蔬菜原產於溫帶地區，不耐寒型蔬菜原產於熱帶、亞熱帶地區。

## 來源

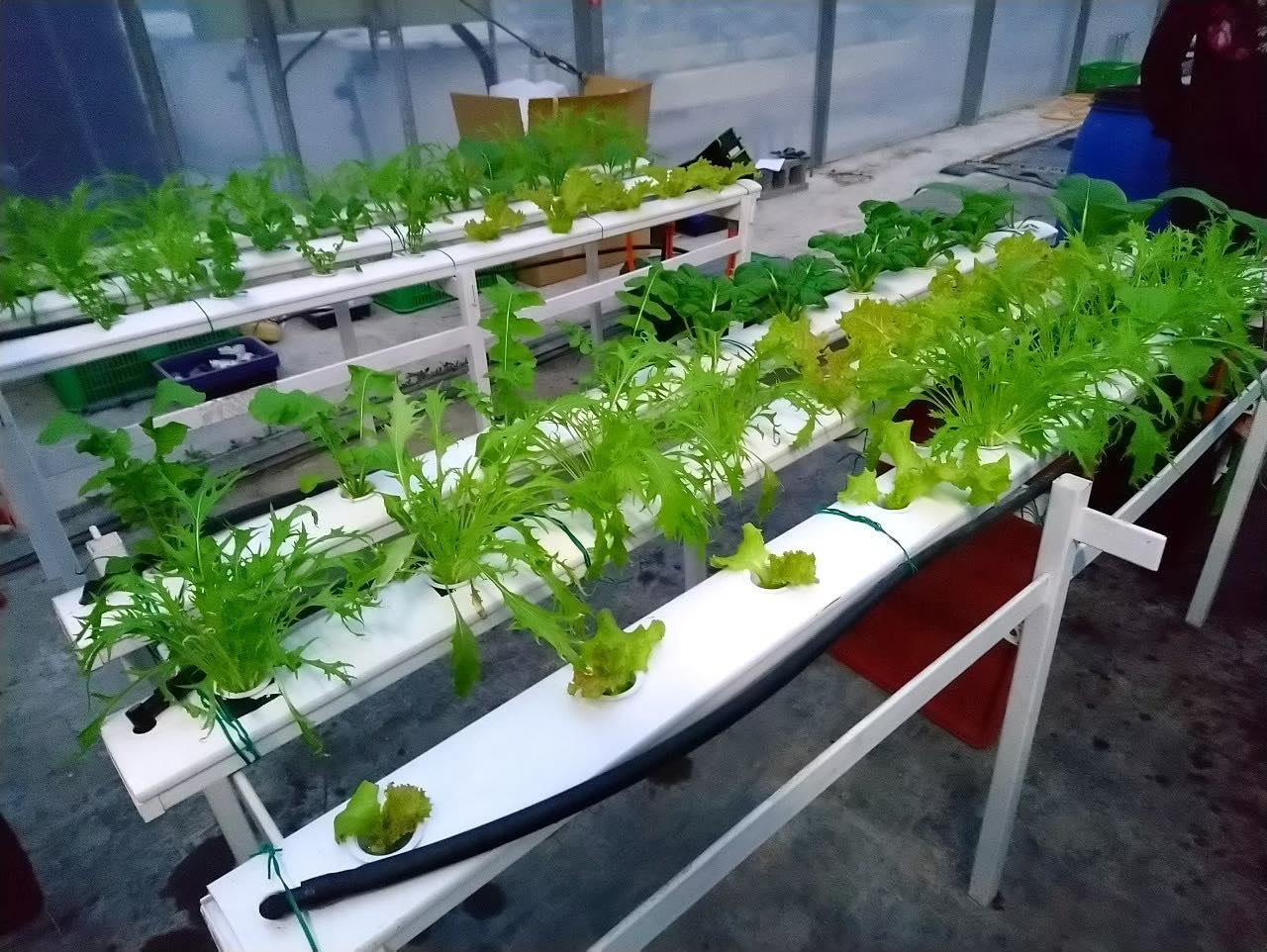
使用養液薄膜水耕法進行蔬菜種植

## 野外採集
在農耕發明以前，所有的蔬菜都是未由人工種植的野菜，需在適當的季節和地點至野外採集。

### 田間栽培
現今生產蔬菜的主要方式，將作物種植於田間，在自然的氣候下配合人工管理，以進行蔬菜之生產。此種栽培方式必須要注意當地的氣候條件，充分利用生長季節，選擇最適合的作物，才能產生最大的經濟價值。

### 設施栽培
設施栽培是指用設施來控制蔬菜生長的環境條件，避免因為暴雨、寒流等因素影響蔬菜的生長，像溫室即為常見用在設施栽培的設施。

### 養液栽培
養液栽培（水耕栽培、無土栽培）為將植物生育所必需之養分，以培養液形態，供給作物的栽培方式，可分為砂耕、礫耕、岩棉耕、水耕及噴霧栽培等方式。

### 有機栽培
有機栽培是有機農業的栽培方式，是農作物完全不使用化學合成肥料、農藥、生長調節劑的生產體系。

## 全球蔬菜生產量
2020年，中國的蔬菜产量占世界總量的50%以上，位居第一，其次是印度、美國、土耳其及越南。
| 國家     | 總生產量(x106公噸，2020) |
| -------- | ------------------------ |
| 中國     | 594.05                   |
| 印度     | 141.2                    |
| 美國     | 33.12                    |
| 土耳其   | 25.96                    |
| 越南     | 17                       |
| 埃及     | 16.14                    |
| 奈及利亞 | 15.71                    |
| 墨西哥   | 15.1                     |
| 俄羅斯   | 13.95                    |
| 西班牙   | 12.67                    |

## 常見的蔬菜
| 圖片 | 俗名   | 學名                  | 品種                           | 全球產量(x106公噸，2020) |
| ---- | ------ | --------------------- | ------------------------------ | ------------------------ |
|      | 甘藍   | Brassica oleracea     | 高麗菜、苤藍、花椰菜、青花菜   | 70.86                    |
|      | 胡蘿蔔 | Daucus carota         |                                | 40.95                    |
|      | 番茄   | Solanum lycopersicum  | 牛排番茄、聖女番茄             | 186.82                   |
|      | 洋蔥   | Allium cepa           |                                | 104.55                   |
|      | 茄子   | Solanum melongena     |                                | 56.62                    |
|      | 南瓜   | Cucurbita spp.        | 中國南瓜、筍瓜、櫛瓜           | 27.96                    |
|      | 菠菜   | Spinacia oleracea     |                                | 31                       |
|      | 黃瓜   | Cucumis sativus       |                                | 91.26                    |
|      | 大蒜   | Allium sativum        | 獨子蒜                         | 28.05                    |
|      | 豌豆   | Pisum sativum         | 肥豌豆、荷蘭豆、甜脆豆         | 19.87                    |
|      | 蘆筍   | Asparagus officinalis |                                | 8.45                     |
|      | 辣椒   | Capsicum annuum       | 朝天椒、二荆条辣椒、栃木三鹰椒 | 36.14                    |

## 標準
國際標準化組織有和蔬菜有關的標準。ISO 1991-1:1982列出61種蔬菜的學名，及其在英文、法文及俄文的名稱。ISO 67.080.20則包括了蔬菜的運送、儲存以及其衍生產品。

## 外部連結
维基共享资源上的相關多媒體資源：蔬菜
- .  (第11版). London. 1911.